# Thiết Tây, Tứ Bình
Thiết Tây (tiếng Trung: 铁西区; bính âm: Tiěxī qū) là một quận của thành phố Tứ Bình, tỉnh Cát Lâm, Cộng hòa Nhân dân Trung Hoa. Quận có diện tích 169 km², dân số là khoảng 270.000 người. Mã bưu chính của Thiết Tây là 136000.
Thiết Tây được chia thành:
- 5 nhai đạo:
  - Nhân Hưng nhai đạo (仁兴街道)
  - Anh Hùng nhai đạo (英雄街道)
  - Địa Trực nhai đạo (地直街道)
  - Trạm Tiền nhai đạo (站前街道)
  - Bắc Câu nhai đạo (北沟街道)
- Hương
  - Điều Tử Hà hương (条子河乡)
  - Bình Tây hương (平西乡)